# Piotr Wilniewczyc

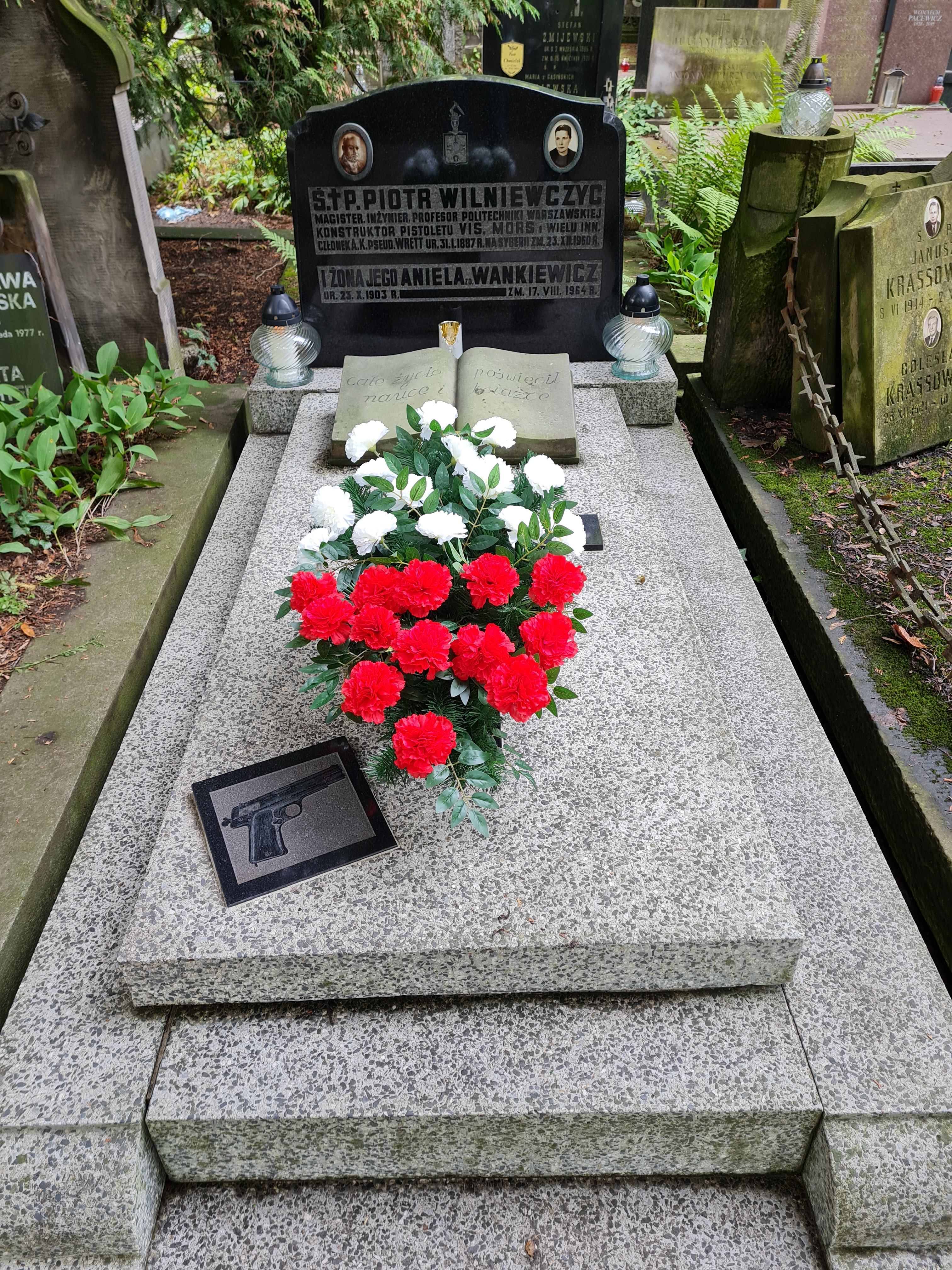
Grób wynalazcy Piotra Wilniewczyca na cmentarzu Powązkowskim w Warszawie

Piotr Apolinary Wilniewczyc (ur. 31 stycznia?/12 lutego 1887 w Kimiltiej, zm. 23 grudnia 1960 w Warszawie) – polski inżynier, konstruktor broni strzeleckiej.

## Życiorys
Piotr Apolinary Wilniewczyc urodził się 12 lutego 1887 w miejscowości Kimiltiej, w ówczesnej guberni irkuckiej Imperium Rosyjskiego, jako syn polskiego zesłańca Piotra Wilniewczyca i jego żony Anny z d. Reweńskiej. Po zdaniu w 1905 matury w Wilnie studiował na Wydziale Matematyczno-Fizycznym Uniwersytetu w Petersburgu, następnie w Petersburskim Instytucie Technologicznym, który ukończył w 1914. W 1915 ukończył Michajłowską Akademię Artylerii w Petersburgu.
W 1921 powrócił do Polski i podjął pracę w Boryszewskiej Fabryce Prochu pod Sochaczewem jako kierownik laboratorium mechanicznego badania prochu. W latach 1924–1928 wykładał w Oficerskiej Szkole Artylerii w Toruniu, napisał tam trzy podręczniki akademickie. Od 1928 roku do wybuchu II wojny światowej pracował w Państwowych Wytwórniach Uzbrojenia w Warszawie w charakterze eksperta balistycznego i doradcy w dziedzinie konstrukcji broni. W tym okresie zajął się również konstruowaniem broni.
8 stycznia 1924 został zatwierdzony w stopniu podporucznika ze starszeństwem z 1 czerwca 1919 i 224. lokatą w korpusie oficerów rezerwy artylerii. Posiadał wówczas przydział w rezerwie do 3 Pułku Artylerii Ciężkiej w Wilnie. W 1934, jako oficer rezerwy pozostawał w ewidencji Powiatowej Komendy Uzupełnień Warszawa Miasto III. Miał przydział do Oficerskiej Kadry Okręgowej Nr I. Był wówczas w grupie oficerów „powyżej 40 roku życia”.
Najbardziej znaną jego konstrukcją był opracowany w 1931 roku razem z Janem Skrzypińskim pistolet samopowtarzalny kaliber 9 mm Vis, który stał się przepisowym pistoletem Wojska Polskiego, produkowanym seryjnie od 1936 roku pod oznaczeniem pistolet VIS wz.35. Do wybuchu II wojny światowej wyprodukowano ich prawdopodobnie ok. 49,4 tys. sztuk (dalsza produkcja kontynuowana była przez Niemców w liczbie ponad 300 tys. sztuk).
W 1938 Wilniewczyc razem ze Skrzypińskim skonstruowali pistolet maszynowy 9 mm Mors, który miał być przyjęty na uzbrojenie Wojska Polskiego jako pistolet maszynowy Mors wz.39, lecz przed wybuchem wojny wykonano tylko serię informacyjną ok. 50 sztuk. Piotr Wilniewczyc pracował także nad innymi wzorami uzbrojenia m.in. karabinem przeciwpancernym UR, czołgowym i lotniczym karabinem maszynowym, hamulcem wylotowym do dział artyleryjskich oraz prowadził badania naukowe głównie z zakresu balistyki (pocisk samoczynnie rejestrujący opór powietrza podczas lotu, zapalniki do bomb lotniczych i pocisków artyleryjskich). Opracował również tabelę strzelniczą dla pocisku „S” do karabinu wz. 1898 Mauser.
Podczas okupacji niemieckiej Wilniewczyc przebywał w kraju, był żołnierzem Armii Krajowej. W konspiracji nadal zajmował się konstrukcją broni, opracowując tłumik do pistoletu maszynowego Sten. Po wojnie zajął się w większym stopniu pracą naukową, zostając wykładowcą Politechniki Łódzkiej od 1945 i Politechniki Warszawskiej od 1948, prowadził także zajęcia na Politechnice Poznańskiej. Od 1954 był profesorem Politechniki Warszawskiej i kierownikiem Zakładu Konstrukcji Urządzeń Automatycznych na Wydziale Sprzętu Mechanicznego, zajmującego się konstrukcją automatycznej broni strzeleckiej. W 1955 opublikował znaną pracę teoretyczną: Broń strzelecka, a w 1958 Broń samoczynna.
Po wojnie zajmował się w dalszym ciągu konstrukcją broni strzeleckiej; w 1958 wraz ze Stanisławem Rojkiem opracował projekt pistoletu WiR wz. 1957 w wariantach na naboje kaliber 9 mm Browning, 9 mm Makarow i 7,65 mm Browning, działającego na zasadzie odrzutu zamka swobodnego. Nie został on jednak skierowany do produkcji seryjnej. Pod koniec lat pięćdziesiątych Wilniewczyc kierował zespołem opracowującym pistolet maszynowy RAK, który już po jego śmierci został ukończony i przyjęty na uzbrojenie Wojska Polskiego i milicji pod oznaczeniem PM-63 RAK.
W ostatnich latach swojego życia pełnił funkcję kierownika Zakładu Konstrukcji Urządzeń Automatycznych w Katedrze Urządzeń Mechanicznych Politechniki Warszawskiej. Zmarł na raka 23 grudnia 1960 w Warszawie, został pochowany na cmentarzu Powązkowskim (kwatera 203-1-12).